# Alexandre de Riquer i Ynglada
Alexandre de Riquer i Ynglada   (Calaf, 3 de maig de 1856 - Palma, 13 de novembre de 1920), comte de Casa Dávalos, fou un intel·lectual i polifacètic artista català: dissenyador, dibuixant, pintor, gravador, bibliòfil, exlibrista, escriptor i poeta, essent una de les figures més importants del modernisme a Catalunya.

## Biografia
Nascut al si d'una família aristòcrata, els comtes de Casa Dàvalos i marquesos de Benavent, el seu pare Martí de Riquer i de Comelles fou un alt dirigent dels carlins a Catalunya, mentre que la seva mare, Elisea Ynglada, pertanyia a una família d'intel·lectuals i artistes com els escriptors Josep i Wifred Coroleu i els pintors Modest i Ricard Urgell.

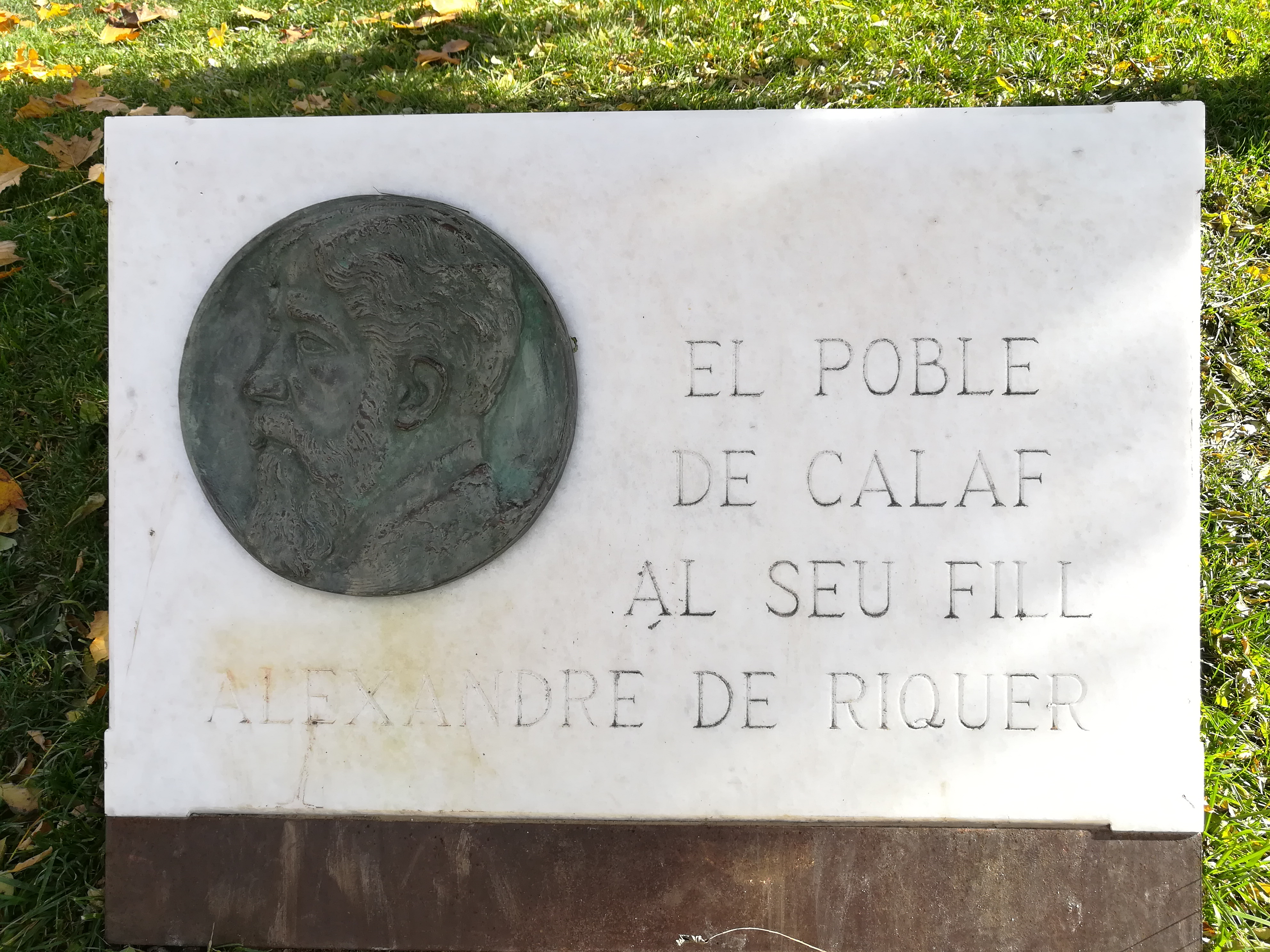
Placa en record d'Alexandre de Riquer a la plaça dels Arbres de Calaf

Alexandre de Riquer va passar la seva infància en les propietats que la seva família tenia prop de Calaf i va estudiar al Col·legi de Jesuïtes de Manresa (1864-1867). Durant un breu període, de Riquer va viure amb la seva mare, fins que el 1869, el seu pare, que estava exiliat a França el va inscriure a l'escola de l'Immaculé Conception de Béziers. Durant aquest parell d'anys va aprendre francès i va començar a mostrar interès per cursos d'art i de disseny. Va ser aleshores que va pintar els seus primers llenços. Entre 1873 i 1874 va fer classes, segurament no com a alumne matriculat, a l'École des Beaux Arts a Tolosa de Llenguadoc, on va pintar els seus primer retrats.

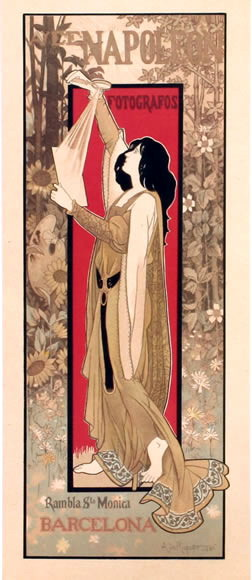
Cartell publicitari per als Fotògrafs Napoleon (1896)

L'abril de 1874 Riquer i el seu pare van poder retornar a Barcelona, després que Elisea Ynglada obtingués el perdó per la implicació del pare de Riquer en el conflicte carlista. Alexandre de Riquer es va inscriure a l'Escola de Llotja, on estudiaria diversos anys amb Tomàs Padró, Claudi Lorenzale, i en particular amb Antoni Caba, el professor al qual més admirava. Va ser en aquesta època també que es va despertar la seva vocació literària. En aquelles dates va escriure els poemes Notes de l'alma datades l'any 1875, en els quals és patent la influència de Becquer i de Campoamor, com ho relata Martí de Riquer.
A causa de la situació econòmica desesperada de la seva família, Riquer es va veure obligat a treballar per guanyar-se la vida. Arran de la seva amistat amb l'escriptor i il·lustrador Apel·les Mestres va interessar-se pel món de la publicitat. També de la mà d'Apel·les Mestres va entrar en contacte amb el grup d'intel·lectuals format per Pompeu Gener i Babot, Joaquim Bartrina, Simó Gómez, Enric Obiols i els germans Josep Maria i Fernando Arteaga.
El 1879 va viatjar per tot Itàlia, recorrent ciutats com Roma, Pisa, Florència, Gènova i Venècia. Admirava especialment els pintors del quatrocento. El viatge de tornada el va fer via París i possiblement a través de Londres també, segons han assenyalat alguns biògrafs, tot i que no se'n tenen evidències.
De nou a Barcelona, començà a treballar il·lustrant revistes com La Ilustració Catalana i Arte y Letras. El 1881 va tornar a Itàlia, on freqüentava el grup d'artistes espanyols, entre els quals hi havia el català Enric Serra, amb qui Riquer tindrà un estret contacte.
El 1885 Alexandre de Riquer es va casar amb Dolors Palau Gonzalez de Quijano, filla d'una família distingida. Entre 1886 i 1898 el matrimoni tindria nou fills, tres dels quals van morir de petits. La responsabilitat d'una família tan nombrosa va ser un estímul perquè Alexandre de Riquer es dediqués amb cos i ànima a la seva activitat laboral, sobretot a partir de 1899, quan la seva dona va morir. Durant la dècada de 1880 va tenir una activitat prolífica com a il·lustrador de llibres i revistes.
En l'Exposició Universal de Barcelona de 1888 va col·laborar com a decorador en l'Hotel Internacional de Domènech i Montaner, a més de fer els plafons ceràmics de l'exterior del Castell dels tres dragons. D'aquesta època també es data la xemeneia del Palau Güell d'Antoni Gaudí.
L'Exposició Universal de París de 1889 va atraure molts artistes catalans entre els quals Alexandre de Riquer, qui va aprofitar el viatge per visitar el Musée du Cluny, ja que tenia una predilecció per l'art medieval i per Viollet-le-Duc, de qui se'n considerava deixeble. Però l'Exposició de París va impactar per una altra raó a Riquer: hi va poder veure les pintures dels prerafaelites anglesos.
El 1890 feu la seva primera exposició individual a la Sala Parés. Durant aquesta època va participar en la fundació del Cercle Artístic de Sant Lluc, on va ser el primer vocal conservador i va dissenyar la bandera, i tingué una gran vinculació amb la ciutat de Terrassa, on va decorar l'Institut Industrial i on va contribuir a la difusió del modernisme amb el seu amic Joaquim Vancells.
Fou durant el seu viatge a Londres el 1894 quan va conèixer el moviment dels prerafaelites anglesos i l'art japonès, que exercirien una gran influència en les seves creacions. També va conèixer el pintor i dissenyador William Morris (1834-1896) i, especialment a Edward Burne-Jones qui el va influir per dedicar-se amb especial interès a les arts gràfiques i decoratives, introduint a Catalunya el modernisme d'inspiració britànica. El 1895, va acusar un canvi radical introduint aspectes neogòtics i japonesistes especialment visibles en el format de cartells, pintures i llibres, allargassat com els kakemono.

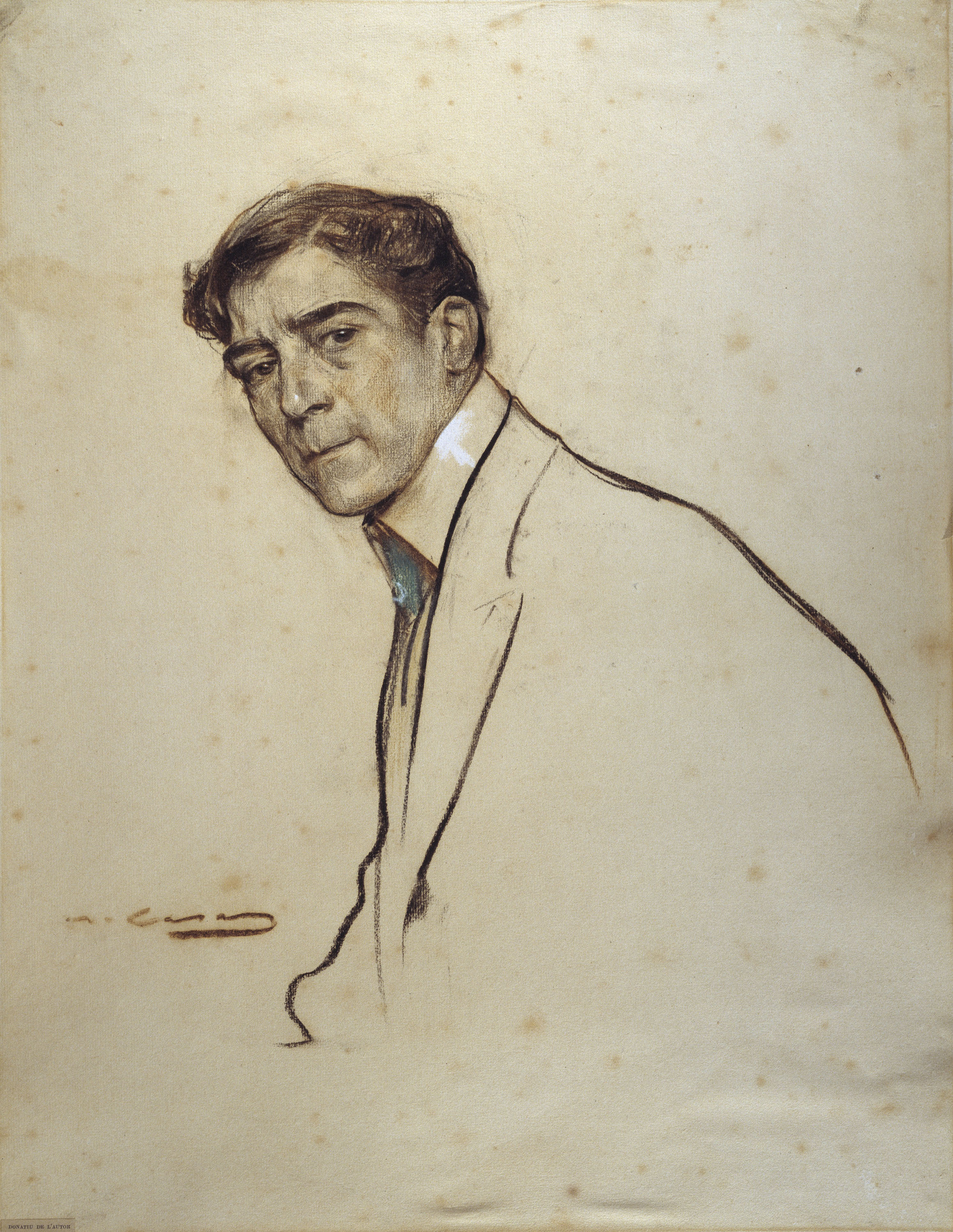
Alexandre de Riquer vist per Ramon Casas (MNAC)

La seva casa-taller era al carrer Freneria 5, al Barri Gòtic de Barcelona. Va ser el mateix Alexandre de Riquer que la va decorar. Des de la finestra es veien els campanars de la catedral de Barcelona, i aquest va ser el motiu pel qual Joan Maragall l'anomenava el niu d'àguiles. Tenia tres pisos i, per tant, la utilitzava d'estudi i al pis de dalt hi vivia la família. Durant un temps hi va haver la redacció de la revista Catalunya, que va dirigir l'artista. La casa-taller va ser un lloc d'encontre d'intel·lectuals i s'hi celebraven reunions musicals. A més Alexandre de Riquer, gran col·leccionista, hi guardava les seves col·leccions de llibres, dibuixos del segle xvii i XVIII, diverses enquadernacions, i la seva col·lecció d'ex-libris o les seves col·leccions de vidres antics.
El 1893 es va fundar el Cercle Artístic de Sant Lluc. En la primera directiva Alexandre de Riquer en va ser vocal. Va contribuir a potenciar l'esperit gremialista al Cercle, segurament arran del seu coneixement de la germandat prerafaelita. Aquell any es va fer una exposició a l'Ateneu Barcelonès. S'hi van exposar dos nus de Ramon Martí i Alsina. El jurat, del qual formava part Alexandre de Riquer, els va considerar immorals i els van rebutjar. Això va provocar una polèmica, i el grup d'intel·lectuals relacionat amb L'Avenç van culpar Riquer per la seva reputació d'home conservador.
Alexandre de Riquer va destacar especialment com a dissenyador gràfic amb gran domini del dibuix. La seva gran producció artística en aquest camp va tenir un paper fonamental en l'estètica modernista, essent l'autor d'algunes de les imatges gràfiques més representatives del Modernisme català. Va fer de tot: cartells, gravats a l'aiguafort, exlibris, il·lustracions a llibres i revistes, com Joventut, diplomes, postals, segells, recordatoris, menús, partitures, targetes comercials, goigs, etc. Entre algunes de les seves obres com a decorador, es poden esmentar la decoració del presbiteri de Montserrat, la Maison Dorée el 1903, guanyadora del 2n premi del "Concurs anual d'edificis artístics" o la de la Vaqueria Catalana, al passeig de Gràcia, el 1905.
Vidu des de 1899, Alexandre de Riquer es va tornar a casar el 1911 amb Marguerite Laborde (1880-1973), una escriptora francesa coneguda pel pseudònim d'Andrée Béarn. Junts van viatjar per Mallorca, Eivissa, Castella i Andalusia, i tingueren un fill, Jean de Riquer (1912-1993), que fou pintor i gravador. En aquesta època, a més, Alexandre de Riquer va realitzar diverses exposicions tant individuals com col·lectives, i el 1917 va marxar a Mallorca, on pintaria molts paisatges i on va morir tres anys després, el 1920.

## Obra artística
Alexandre de Riquer va ser modernista en tots els sentits. Va ser un personatge polifacètic: il·lustrador, pintor, decorador, moblista, esmaltador, gravador, enquadernador, cartellista i exlibrista entre altres facetes. Gran part del mèrit, però, rau en el fet que Riquer va introduir moltes de les tendències artístiques estrangeres que aleshores estaven en voga a Europa com el prerafaelisme i alhora va ser l'introductor del cartell, va potenciar tècniques artístiques cada cop menys utilitzades com l'aiguafort, i va iniciar la renovació de l'art de l'ex-libris.

### Alexandre de Riquer i l'art anglès
El 1848 es va iniciar a Londres el moviment prerafaelita amb la creació de la Pre-Raphaelite Brotherhood. Els prerafaelistes es posicionaven en contra l'art de Rafael i els seus seguidors i tenien com a trets característics el retorn al fet medieval i a la natura. Per altra banda, els temes que tractaven eren bíblic o cavallerescos, així com eren seguidors de Dante Alighieri. La germandat prerafaelita va desaparèixer el 1852 però altres artistes i associacions van continuar el seu esperit. I en aquest sentit es va fundar el 1888 Arts and Crafts. El seu exemple es va difondre a Europa en la dècada de 1890.
Si bé en el primer viatge de Riquer a Londres el 1879 no va ser determinant per la seva carrera artística, va ser l'estada el maig de 1894, el seu segon viatge a Londres, la clau per entendre com l'art anglès va suposar un nou horitzó per ell. Va ser un viatge que va marcar la seva teoria de l'art. Va comprendre la personalitat de l'art anglès als museus de Londres veient obres de Edward Burne-Jones, John Everett Millais, Dante Gabriel Rossetti entre d'altres. L'art anglès donava forma a les idees sobre art a les quals Riquer aspirava. Admirava aquell art original sorgit d'una societat industrial. William Morris i l'Arts and Crafts li van proporcionar exemples d'un neomedievalisme renovat. Li van proporcionar també una doctrina en la qual l'artista com a decorador no era menyspreat.
Per altra banda, Alexandre de Riquer era subscriptor de la revista The Studio, apareguda el 1893, a través de la qual es va propagar l'art nouveau anglès que li va proporcionar un model artístic, i va provocar un major grau d'estilització en el seu llenguatge artístic. Alexandre de Riquer pensava que havia de fer conèixer a Catalunya aquest moviment i el principal mitjà per fer-ho va ser el seu propi art. Per tant, la figura d'Alexandre de Riquer va ser important perquè va contribuir a fer conèixer l'art anglès, en un moment propici a Catalunya, immersa cap a un canvi artístic cap al modernisme. Alexandre de Riquer va veure que l'Arts and Crafts posava èmfasi en l'artesania, i lloava l'estatus industrial de l'art ideal i refinat amb la producció industrial. Aquest tret també es donarà en el modernisme català, ja que es potenciarà el cartellisme, la producció d'ex-libris o dels gravats, dels quals Alexandre de Riquer en va ser un gran exponent.
En aquest viatge, Alexandre de Riquer també va entrar en contacte amb l'esteticisme, a través del qual es va introduir al món del japonisme. A través d'aquest moviment l'artista afegirà elements del Japó, com les composicions verticals, la simbologia vegetal o l'ús de tintes planes amb contorns definits tan pròpies del gravat d'aquell país.
Entre 1895 i 1907, Alexandre de Riquer va ser un dels principals exponents del modernisme. Seguint el model d'Arts and Crafts, va diversificar la seva carrera. A més de ser artista plàstic, va escriure obres literàries seguint l'ideal del prerafaelisme.

### Il·lustrador

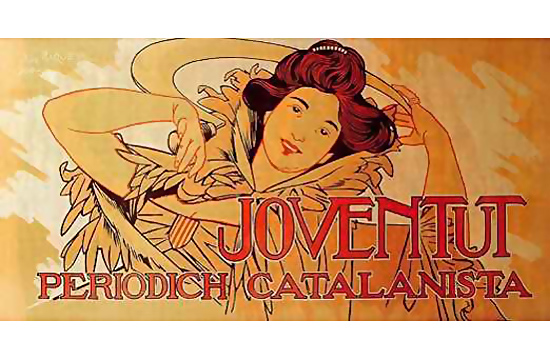
Alexandre de Riquer. Portada de la revista Joventut

La producció gràfica d'Alexandre de Riquer va ser molt àmplia: marques d'aigua, dissenys de caplletres, anuncis, revistes, cobertes per partitures de música o targetes entre d'altres. Va reprendre una àmplia gamma de productes derivats de la impremta com: les targetes de mà, menús, invitacions postals de Nadal, programes d'espectacles i altres esdeveniments, catàleg o postals. L'artista tenia una gran habilitat en l'art del gravat. Generalment utilitzava la tècnica de l'aiguafort.
De fet, Alexandre de Riquer va contribuir a fer renéixer l'art de gravat a Catalunya que aleshores no era gaire apreciada. L'artista considerava que a Barcelona faltava una classe de gravat, ja que aquest ensenyament va desaparèixer el 1879 de la ciutat. Va ser per això que Riquer va obrir en el seu estudi del carrer Freneria una classe no oficial de gravat. Alguns dels seus seguidors van ser Josep Triadó o Joaquim Renart a qui va introduir a la tècnica de l'aiguafort. En el seu viatge de 1894 a Londres va comprar una impremta, amb la qual feia els dissenys pels seus treballs a revistes i altres.
El seu treball en revistes va ser molt prolífic. La il·lustració del modernisme comença amb Apel·les Mestres, però Alexandre de Riquer va ser el primer a practicar la il·lustració simbolista. Va ser director artístic de revistes com Joventut i Luz i va col·laborar a Pèl & Ploma, Ilustració Catalana, L'Avenç, Catalònia, o La Renaixença.
Entre 1880 i 1890 va il·lustrar alguns dels llibres de la col·lecció "Artes y Letras". També és destacable el llibre Los estudiantes de Tolosa, en el qual Riquer publica sis gravats, i que va ser imprès per Fidel Giró amb fototípies de J.Thomas.
En la primera edició de Canigó de Jacint Verdaguer, Alexandre de Riquer va decorar les vinyetes. Del mateix autor, el 1902 n'il·lustraria el poema "Sant Francesc s'hi moria", en el número 25 de la revista Cu-cut! El 1897 va fundar juntament amb Adrià Gual, Miquel Utrillo, Ricard Opisso i Sala, Josep Maria Roviralta i Santiago Rosal el setmanari Luz, on en va ser el director artístic a més d'il·lustrador.
També el 1897 va il·lustrar la coberta i la decoració interna de Rinconete y Cortadillo de Miguel de Cervantes, i el 1898 va il·lustrar El sueño de las calaveras de Francisco de Quevedo. El 1900 va començar a ser el director artístic de la revista Joventut.
Pel que fa a altres facetes com a il·lustrador trobem les targetes, menús, felicitacions o programes, el 1889 va fer les invitacions i el carnet de ball del primer ball de disfresses del Círculo Artístico. El 1902 va fer la targeta postal per a les festes de la Mercè. El 1906 va dissenyar el menú d'un banquet que el cònsol general de França va oferir a la comunitat francesa. El 1908 va dibuixar la felicitació de Nadal per a Frederic Lliurat i Carreras.

### El cartell

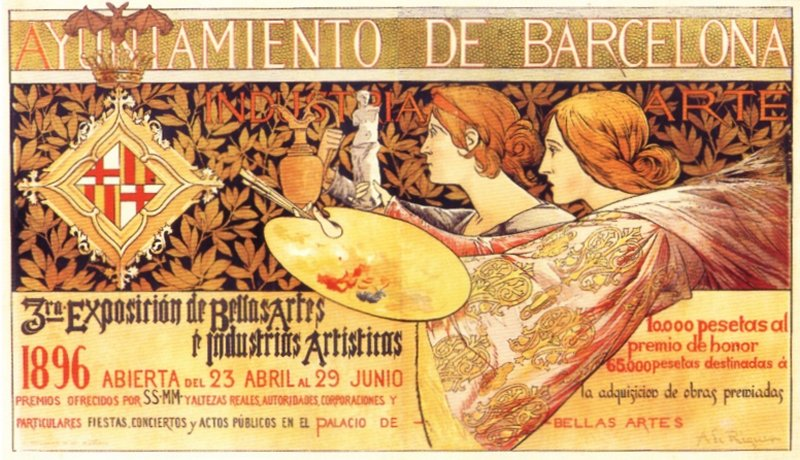
Cartell per la Tercera Exposició de Belles Arts i Indústries de Barcelona (1896)

El cartell va néixer a França. Alexandre de Riquer va descobrir el cartell modern policrom a la seva estada a Londres el 1894 i va importar aquest art, i va contribuir a l'aparició del cartell modernista a Catalunya. El que és encara avui considerat com el primer cartell modernista català és el de la Tercera Exposició de Belles Arts i Indústries de Barcelona de Riquer que va guanyar el concurs convocat per l'Ajuntament el 1896. Es tracta d'una composició neogòtica influïda pel prerafaelisme tardà.
Els seus cartells tenen gran influència anglesa. La influència japonesa la podem observar en la línia gruixuda dels contorns, els formats allargats i l'ornamentació floral. La seva producció cartellística és breu però, ja que a partir de 1900 se centrarà en els exlibris. El cartellisme que practica Riquer s'emmiralla amb el repertori formal dels simbolistes belgues Henri Privat-Livemont i Edmond Meunier. Aquest decorativisme es veu en el cartell de Moisacos Escofet.Tejera y CA (1900). Tot i que els cartells de Riquer van anunciar productes molt diversos, des de licors a llibres, passant per exposicions, els cartells de Riquer acostumen a utilitzar la figura de la dona com a tema central, envoltant-la de decoracions vegetals. El 1899 es va fer la seva primera exposició de cartells catalans i l'artista en va fer la presentació.
Alexandre de Riquer va fer uns vint i escaig cartells entre 1896 i 1902. Alguns dels seus cartells són:
- 1896- Ayuntamiento de Barcelona. IV Exposición de Bellas Artes e Industrias Artísticas
- 1896- Granja Avícola de San Luis. Sarriá
- 1896- "Napoleón" (A. i E. Fernández, fotógrafs)
- 1896- Quan yo era noy
- 1897- Grau y Cía. Fabricantes de galletas y bizcochos. Badalona
- 1898- Mosaicos Hidráulicos Orsolá, Solá y Cia
- 1898- Anís del Mono
- 1898- Crisantems
- 1899- IV Exposició del Círcol de Sant Lluch
- 1899- Revista Catalanista Joventut

Cal destacar la tasca d'Alexandre de Riquer com a col·leccionista de cartells. La seva col·lecció de cartells, denominada Àlbum Riquer que avui es conserva al Gabinet de Dibuixos i Gravats del Museu Nacional d'Art de Catalunya té 128 obres, la major part de cartellistes nord-americans.

### Alexandre de Riquer i l'exlibrisme català

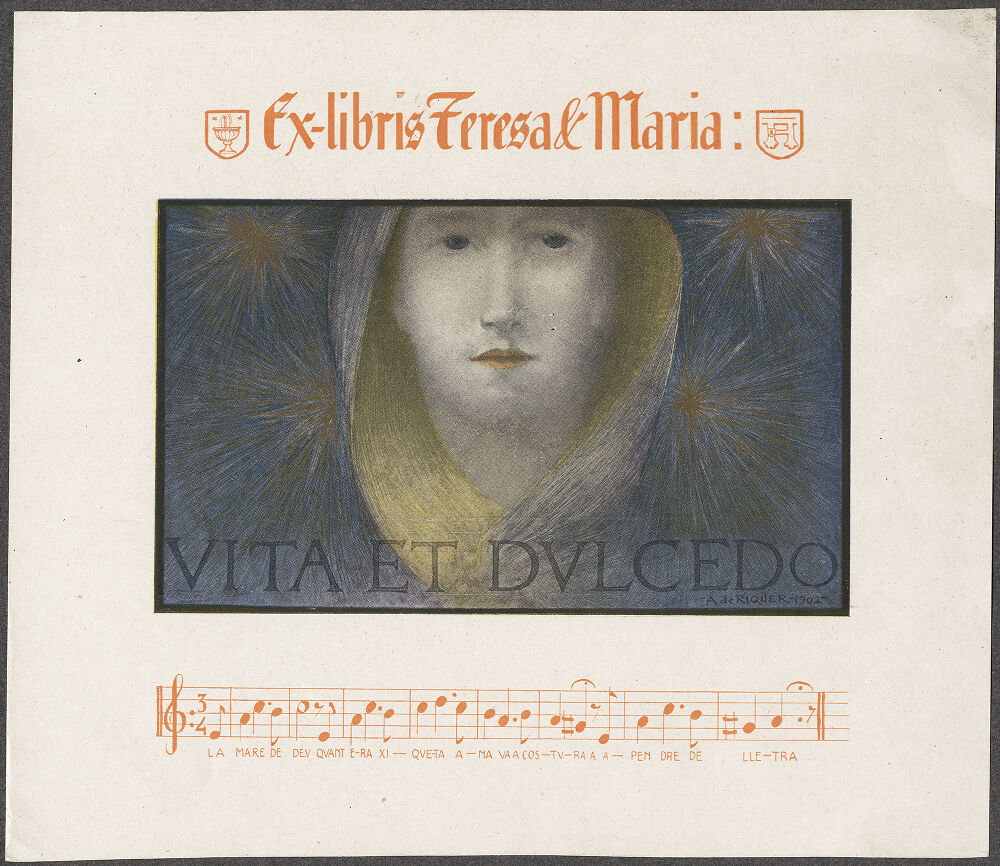
Ex-libris de les germanes Teresa i Maria Font de Rubinat (1902), filles de Pau Font de Rubinat, amb la partitura de la nadala o cançó de bressol "La Mare de Déu quan era xiqueta", Biblioteca universitària de la Universitat de Illinois a Urbana-Champaign.

Riquer va destacar en el camp tant de la creació com del col·leccionisme d'exlibris. Va ser el renovador d'aquest art a Catalunya a finals del segle xix.
Fins al moment, l'exlibrisme català era eminentment de caràcter heràldic i tipogràfic. En l'últim quart del segle xix l'art de l'exlibris va patir una sèrie de canvis que van portar a l'aparició de l'exlibris català contemporani. Alexandre de Riquer va tenir una importància cabdal en aquest procés.
En el segon viatge que Riquer va fer el maig del 1894 a Londres va entrar en contacte amb el moviment prerafaelita anglès i amb l'Aesthetic Movement. En aquesta ocasió Riquer va estar a Londres durant uns mesos, podent, així, estudiar la pintura simbolista anglesa.
Pel que fa a l'art de l'exlibris, Riquer es va interessar en el moviment de renovació de l'exlibrisme anglès. El 1891 s'havia creat l'Ex-Libris Society, una de les primeres associacions a nivell europeu. L'hivern de 1898 la revista anglesa The Studio, va publicar un amplíssim article sobre l'exlibrisme modern europeu i americà. Es tractava d'un article col·laboratiu profusament il·lustrat titulat Modern Book-Plates and their designers. Va ser la publicació d'aquest article que va fer prendre consciència definitivament de la necessitat de renovació d'aquest art. Alexandre de Riquer pensava que la renovació i impuls de l'exlibrisme català havia de tenir com a referència l'art modern anglès. Alexandre de Riquer va col·laborar en nombroses revistes modernistes dedicades als exlibris, com la Revista ibérica de exlibris (1903-1906), en altres de generals, com Luz (1898) o Joventut (1900), però sempre fent una defensa fèrria de l'exlibrisme.

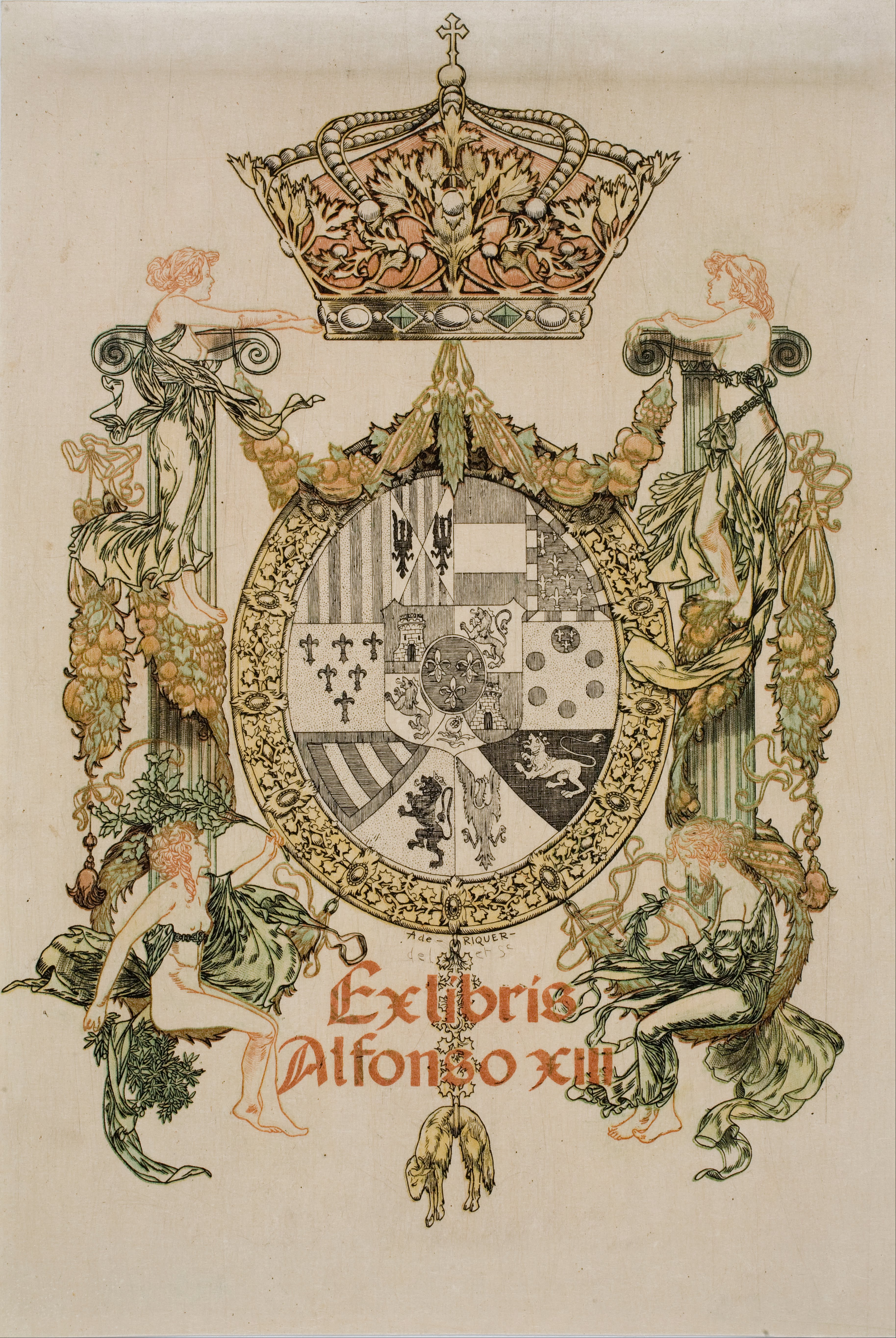
Alexandre de Riquer. Ex-libris d'Alfons XIII. (1904)

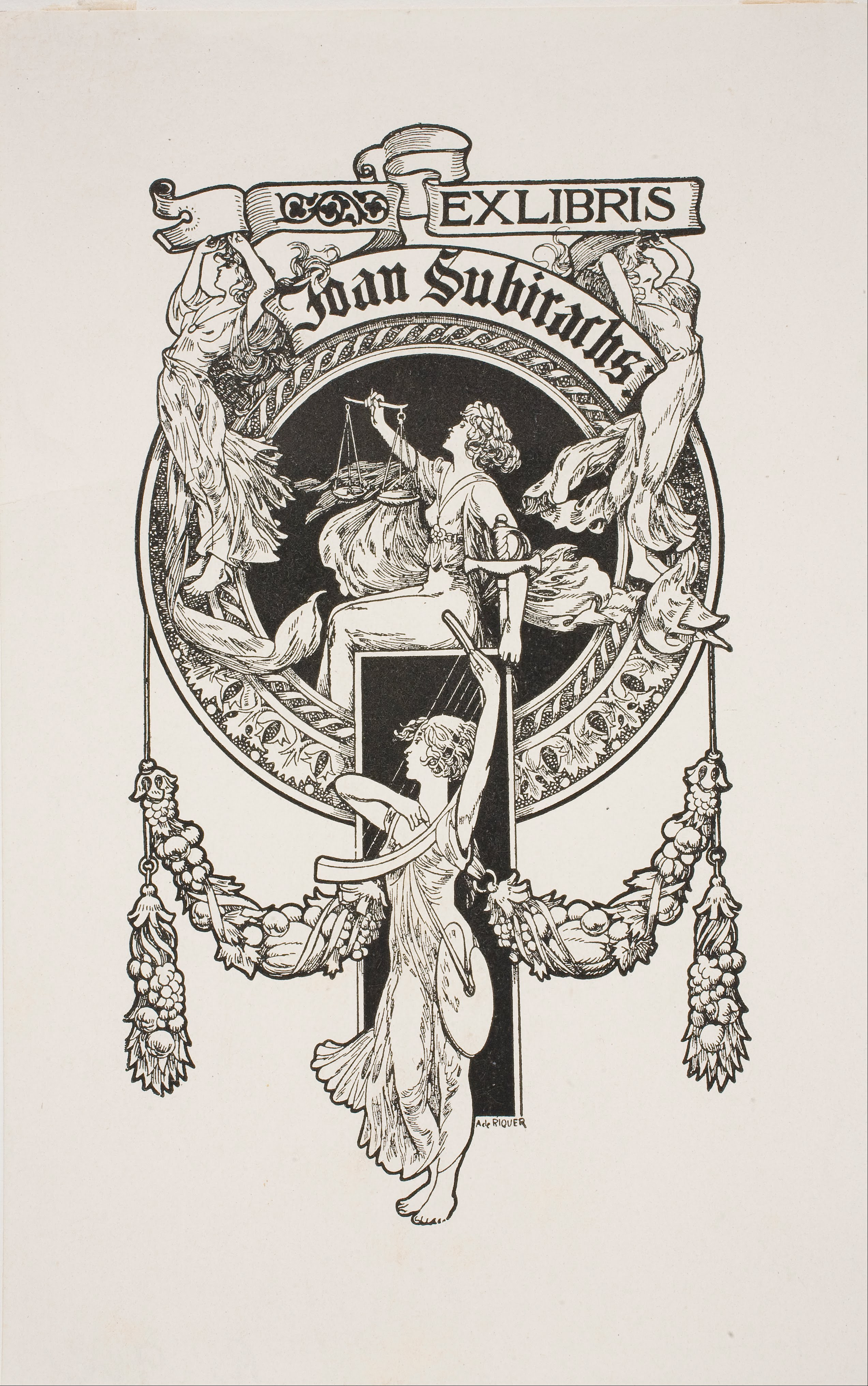
Alexandre de Riquer. Ex-libris de Joan Subirachs. (ca.1904)

Un altre aspecte important que cal destacar és la tasca formativa en l'àmbit del gravat que Riquer va dur a terme de forma més aviat improvisada. El taller de gravat de l'Escola de Belles Arts de Barcelona va ser tancat el 1879 per falta d'estudiants. Aquest fet deixà un buit en l'ensenyament d'aquesta tècnica a Barcelona. Riquer havia portat una impremta des de Londres i s'havia iniciat en el gravat calcogràfic en el seu taller del carrer de la Freneria. Nombrosos dibuixants d'exlibris com Josep Triadó o Joaquim Renart hi van aprendre la tècnica de l'aiguafort.
En aquest impuls de l'exlibrisme català va tenir dos focus d'activitat: Barcelona des d'on treballava Alexandre de Riquer, Josep Triadó i Mayol i Joaquim Renart i Garcia, i per altra banda Reus, on treballaven Ramón Casals i Vernís i Pau Font de Rubinat.
La producció d'exlibris d'Alexandre de Riquer és molt àmplia. Se'n conserven 142, 58 dels quals són exlibris gravats a l'aiguafort. Especialment celebrats són l'Ex-libris del rei Alfons XIII, rei d'Espanya (1904) i l'Ex-libris pel poeta Joan Maragall (ca. 1911). Tal com en la seva obra gràfica l'artista estava influenciada pel prerafaelisme anglès. El professor Eliseu Trenc va estudiar el corpus d'exlibris de l'autor i el va dividir en cinc etapes formals. Malgrat tot en l'obra exlibrística de Riquer sempre hi ha unes característiques comunes: l'evocació del passat medieval, els models figuratius seguint esquemes repetitius, la figura de la dona com a tema central, presència de personatges amb actituds malenconioses. L'estètica prerafaelita era la seva inspiració: els ex-libris tenen un gran detallisme a l'hora de representar vestits o túniques. Tenen per altra banda un ric repertori ornamental: joies, pentinats, complements fantasiosos. Els motius decoratius són propis de l'Art Nouveau.
El 1903 Alexandre de Riquer va ser el primer qui va publicar un llibre d'exlibris sota el títol d'Ex-libris d'Alexandre de Riquer. Aquest llibre tenia dotze pàgines de text i 63 pàgines que recollien els exlibris: gran part dels exlibris són fotogravats de format petit, impresos a dues tintes. Són d'inspiració modernista: apareixen motius centrals com la figura femenina, un rostre ocupant gran part del disseny, dones llegint o mirant-se al mirall, i també hi apareixen animals com ocells. Els motius decoratius són sobretot motius vegetals i florals, garlandes i fulles d'acant. Es va publicar a Barcelona, a Leipzig i a la Gran Bretanya on va ser distribuït amb anterioritat entre 1904 i 1905.
Alexandre de Riquer va participar en exposicions d'exlibris, com l'organitzada el 1906 a la Sala Parés o la de l'Associació de Cultura Catalana el 1907. També va participar en una exposició d'exlibris a Budapest el 1913.
Va guanyar dos premis que va rebre en relació amb la seva producció d'exlibris: la Primera Medalla en l'Exposició Nacional de Belles Arts de Madrid el 1906 i la Medalla de primera classe en la V Exposició Internacional de Belles Arts de Barcelona el 1907. Alexandre de Riquer és l'artista català d'exlibris més reconegut internacionalment.
Com a col·leccionista d'exlibris Alexandre de Riquer va tenir preferència per l'obra gràfica i va ser un gran col·leccionista d'exlibris. S'ha d'entendre l'actitud col·leccionista de Riquer des del punt de vista del creador: com la voluntat de saciar la curiositat i d'ampliar el seu repertori visual. El fons d'exlibris de la col·lecció d'Alexandre de Riquer és de 3.386 obres.

### Pintor i decorador

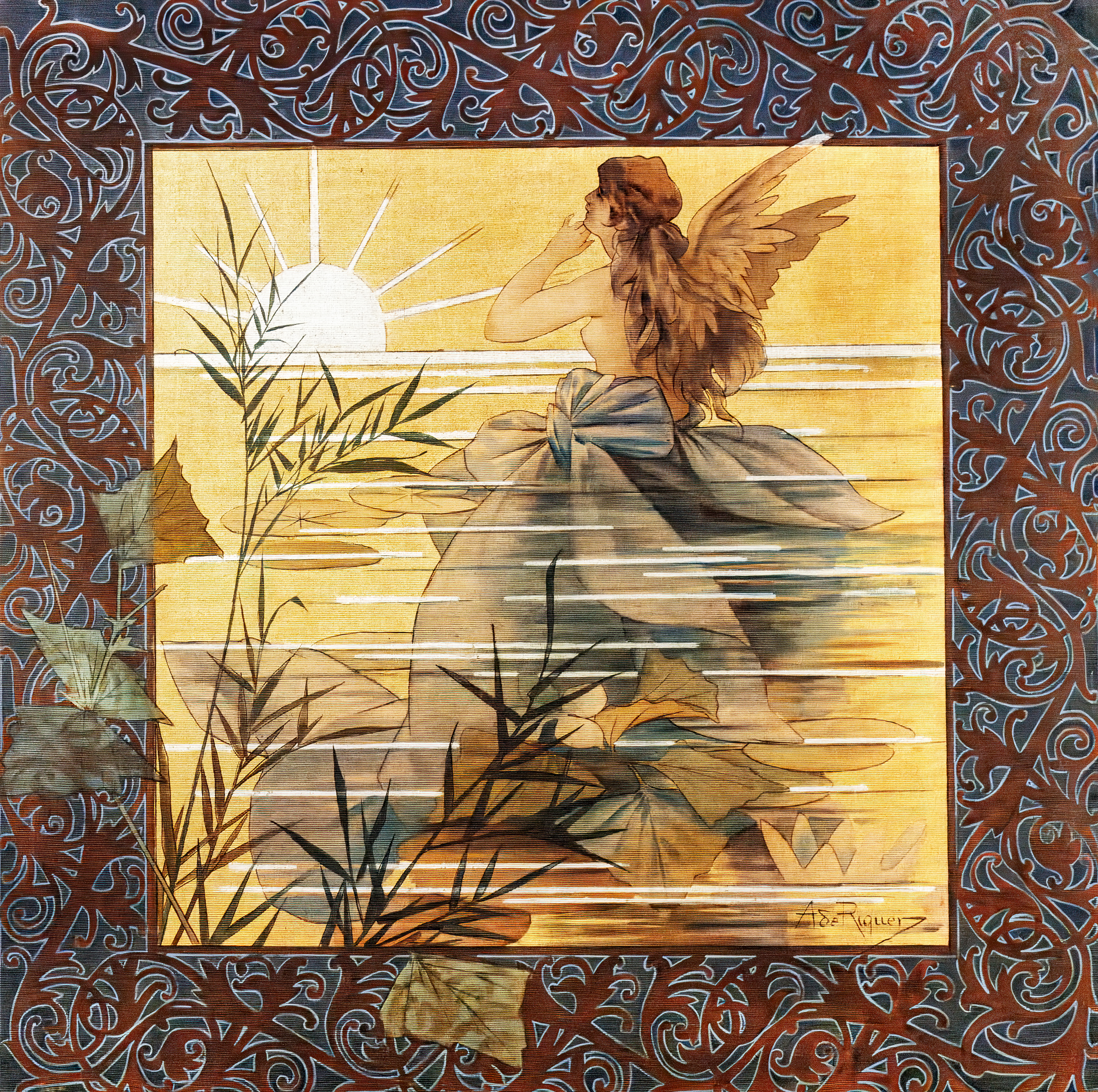
Alexandre de Riquer. Composició amb nimfa alada davant la sortida del sol. (1887)

Alexandre de Riquer havia començat a pintar abans de la dècada de 1880. En la seva carrera com a pintor, els temes tractats en les seves pintures van ser paisatgisme, la religió, i la figura humana. La figura humana apareix com a real, imaginativa o mitològica. A més va utilitzar diferents tècniques pictòriques.
Alexandre de Riquer tasca d'Alexandre de Riquer s'ha de relacionar amb la seva faceta de decorador majoritàriament, tot i que també va pintar retrats, o paisatges rurals o urbans. El paisatge en l'obra de Riquer sempre s'emmarca en el simbolisme. Tot i que després de marxar de Barcelona, quan s'instal·la a Mallorca, pintarà paisatges sense connotacions simbolistes.
La seva tasca com a decorativista va ser molt extensa: va pintar plafons decoratius per diversos edificis, va projectar mobles, gerros, plats llums. Va dissenyar banderes, vidrieres, peces d'orfebreria, a més de la il·lustració de la qual ja n'hem parlat. El primer encàrrec que es coneix va ser la decoració de la casa del poeta Jacint Torres i Rayetó el 1884. Riquer també va decorar altres interiors de cases. El 1888 va rebre l'encàrrec de decorar l'Hotel Internacional –que va dur a terme amb Joan Llimona i Dionís Baixeras-, i el Restaurant del Parc de l'Exposició Universal de Barcelona.

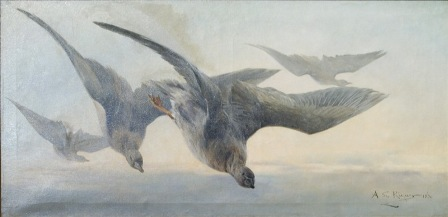
Ànecs, una de les seves pintures actualment conservada a la Biblioteca Museu Víctor Balaguer

Va instal·lar un taller, la raó social del qual era A.de Riquer y Cía, per decorar habitatges, edificis o botigues, i per la fabricació de mobles al carrer Pau Clarís 38 de Barcelona. El 1896 va pintar dos grans plafons murals, de dotze metres d'alçada al presbiteri del Monestir de Montserrat. El 1900 va decorar el Cercle del Liceu. En va fer el vestíbul i l'avantsala amb llums de gas, mobles decorats amb esmalts i mobles ornats amb la combinació de fusteria i metall, i també va dur a terme pintures murals. Alexandre de Riquer també va pintar els plafons ornamentals sobre les quatre estacions de la Casa Alegre de Sagrera de Terrassa.
Per altra banda, també va dissenyar peces d'orfebreria com la “copa himeneu” per a la joieria Masriera o el medalló d'esmalt “Messalina” o un medalló per la Unió Catalanista. El 1899 va dissenyar el domàs per confeccionar la bandera del Cercle Artístic de Sant Lluc, i també la bandera de l'Orfeó Català l'any 1902.

## Obra literària

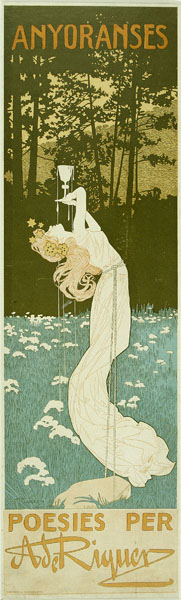
Alexandre de Riquer. Cartell per Anyoranses. (1902)

La primera obra de Riquer és Notas del alma, un recull de 35 poemes escrits el 1835, els quals tots estan escrits en castellà menys un parell: un escrit en català i l'altre en francès. El 1897 un cartell del mateix Alexandre de Riquer anunciava l'edició del seu primer llibre en prosa, Quan jo era noy, sobre els records de la seva infantesa a Calaf.
El seu segon llibre és Crisantemes i va ser publicat el 1898. Es tracta d'un conjunt de poemes en prosa o meditacions. Va ser el mateix artista qui va dibuixar-ne les caplletres. El 1902 es va publicar el seu primer llibre de poemes titulat Anyoranses. És una obra plena de tristesa i melancolia, amb referències dantesques, en el qual es canta a l'esposa morta. Segueix la línia de la literatura prerafaelita. L'any 1906 va sortir Aplec de Sonets, un recull de poemes que està dividit en tres parts: la primera dedicada a l'edat antiga, la segona al Renaixement i la tercera a l'època moderna. El mateix any, Alexandre de Riquer va escriure un altre llibre de poemes, que no seria editat fins a 1978, i que rebia el nom de Petons. Petons compartia la temàtica d'Anyoranses.
El darrer llibre de Riquer és Poema del Bosch, i es va publicar el 1910. L'autor hi mistifica el bosc com a element sagrat.
- 1875: Notas del alma. Manuscrit
- 1897: Quan jo era noy
- 1899: Crisantemes
- 1899: Obdulia
- 1900: El rei dels álbers
- 1902: Anyorances
- 1906: Aplec de Sonets
- 1910: Poema del Bosch (Publicat per Adesiara editorial, Martorell, 2020).
- 1978: Petons

## Premis i reconeixements
- 1886 - Premi ofert per "Amics del País" pel disseny d'un sostre (Surge et Ambula)
- 1893 - Medalla d'or a la secció de mobiliari de la World's Columbian Exposition de Chicago
- 1896 - Primer Premi- Concurs de cartells per a la IV Exposició de Belles Arts i Indústries Artístiques de Barcelona
- 1898 - Segon Premi. Concurs comercial de cartells "Anís del Mono".
- 1899 - Tercer Premi. Concurs de lletres ornamentals de la revista Art et Décoration
- 1902 - Primera Medalla- Exposició de les Arts del Llibre de Londres per l'enquadernació de Crisantemes
- 1906 - Primera Medalla en l'Exposició Nacional de Belles Arts de Madrid
- 1907 - Medalla de primera classe en la V Exposició Internacional de Belles Arts de Barcelona

El 2020, el Departament de Cultura de la Generalitat de Catalunya va proclamar l'Any Alexandre de Riquer, comissariat per Teresa Costa-Gramunt, amb un seguit d'actes i publicacions.